# Hiranagar
Hiranagar là một thị xã và là nơi đặt ủy ban khu vực quy hoạch (notified area committee) của quận Kathua thuộc bang Jammu và Kashmir, Ấn Độ.

## Địa lý
Hiranagar có vị trí 32°27′B 75°16′Đ / 32,45°B 75,27°Đ Nó có độ cao trung bình là 308 mét (1010 feet).

## Nhân khẩu
Theo điều tra dân số năm 2001 của Ấn Độ, Hiranagar có dân số 7879 người. Phái nam chiếm 56% tổng số dân và phái nữ chiếm 44%. Hiranagar có tỷ lệ 73% biết đọc biết viết, cao hơn tỷ lệ trung bình toàn quốc là 59,5%: tỷ lệ cho phái nam là 80%, và tỷ lệ cho phái nữ là 65%. Tại Hiranagar, 12% dân số nhỏ hơn 6 tuổi.